# Central Sindical Angolana
La Central Sindical Angolana (CSA) era una organització sindical angolesa. Antigament havia tingut la seva base a l'exili, amb seu a Kinshasa. No està afiliada a cap organització sindical internacional.
La CSA va ser fundada el 22 de setembre de 1973 quan es van fusionar dues centrals sindicals en l'exili,a la Lliga General dels Treballadors d'Angola (LGTA), propera al Front Nacional d'Alliberament d'Angola (FNLA), i la central sindical catòlica Confederació General dels Treballadors d'Angola (CGTA).